# 塔拉哈姆扎
36°42′19″N 5°02′15″E / 36.70528°N 5.03750°E

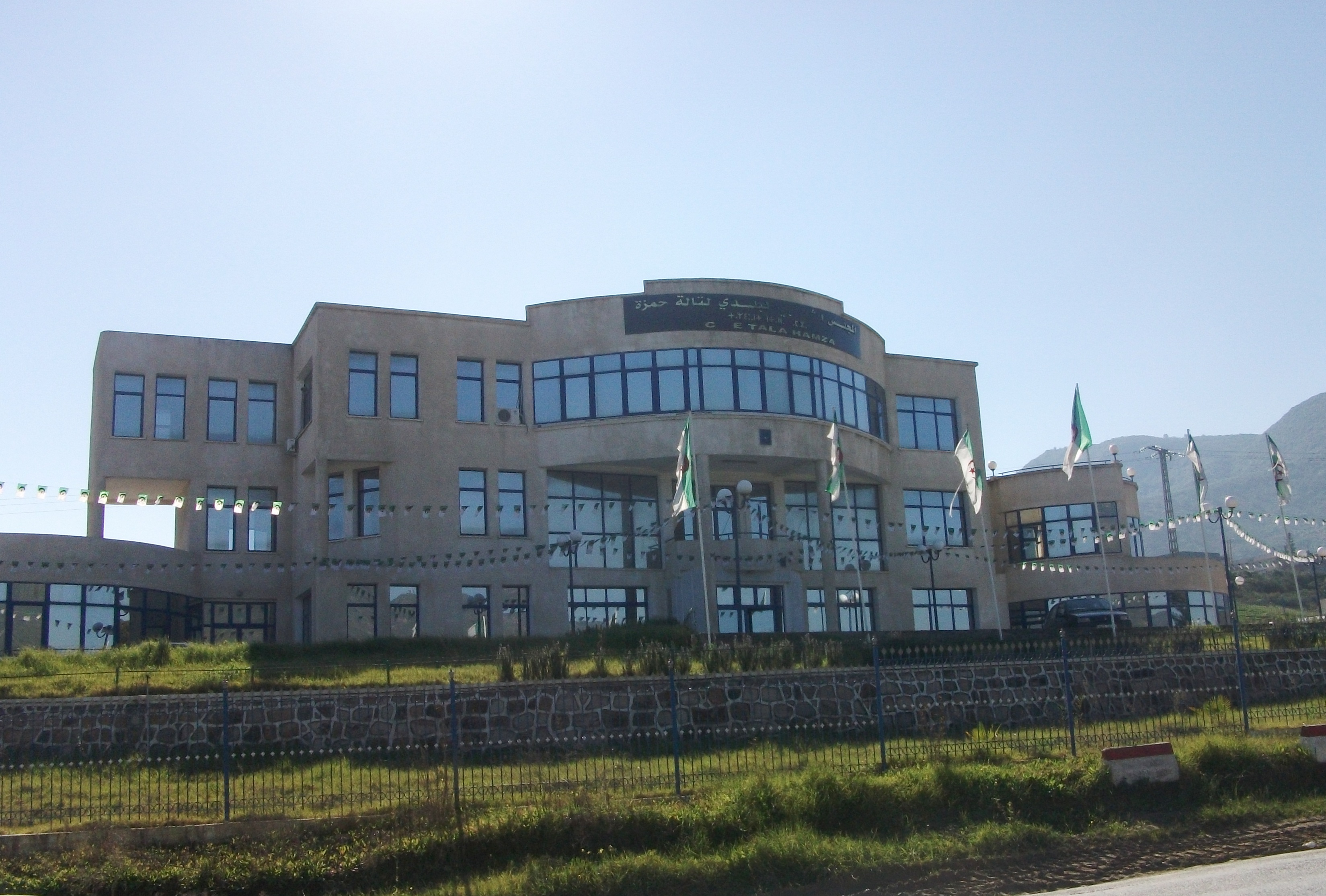

塔拉哈姆扎（阿拉伯语：‎），是阿爾及利亞的城鎮，位於該國北部貝賈亞省，由提希區負責管轄，面積39平方公里，2013年人口11,675，人口密度每平方公里301人。